# 아르날도 타마요 멘데즈

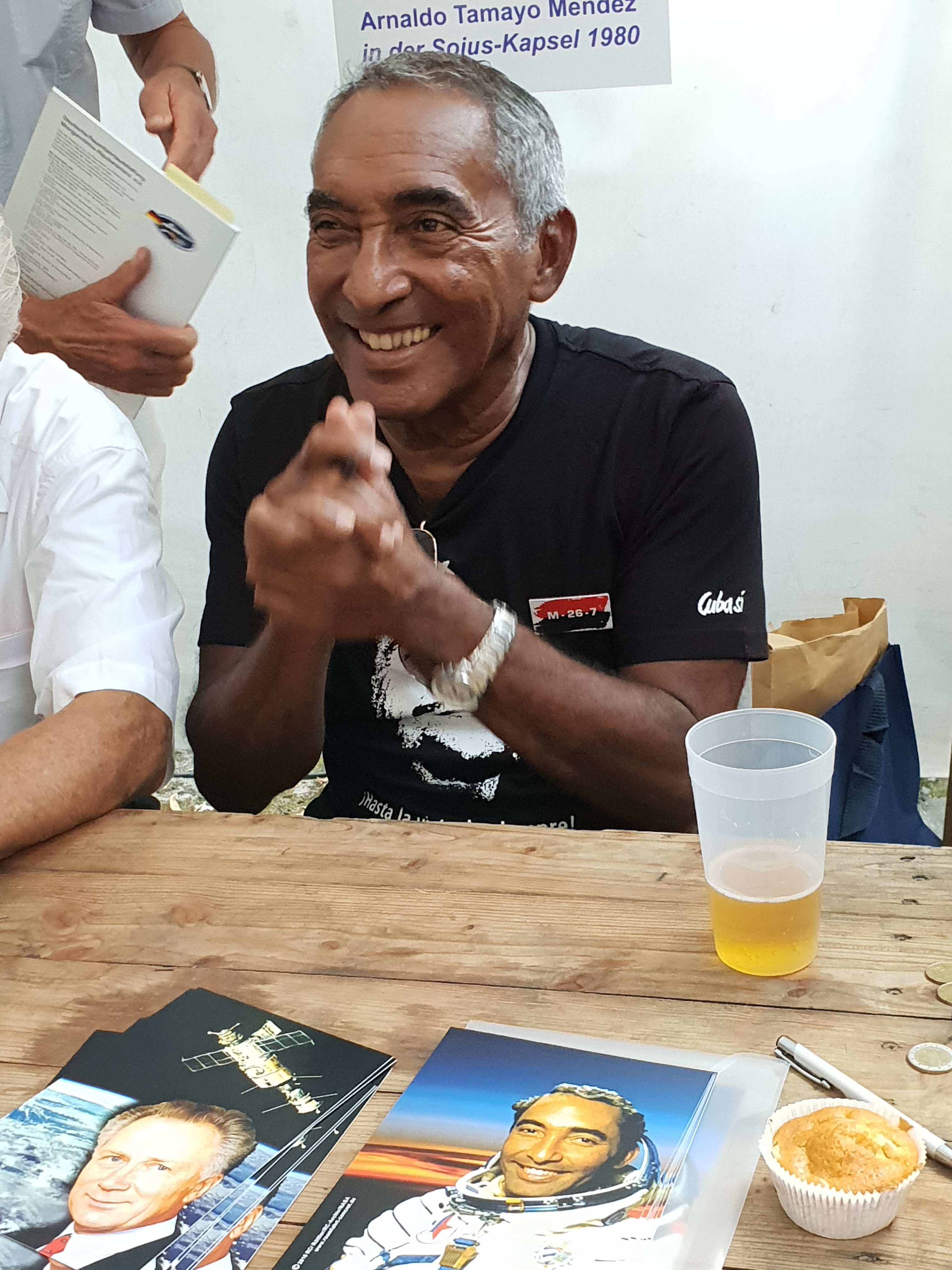
아르날도 타마요 멘데즈

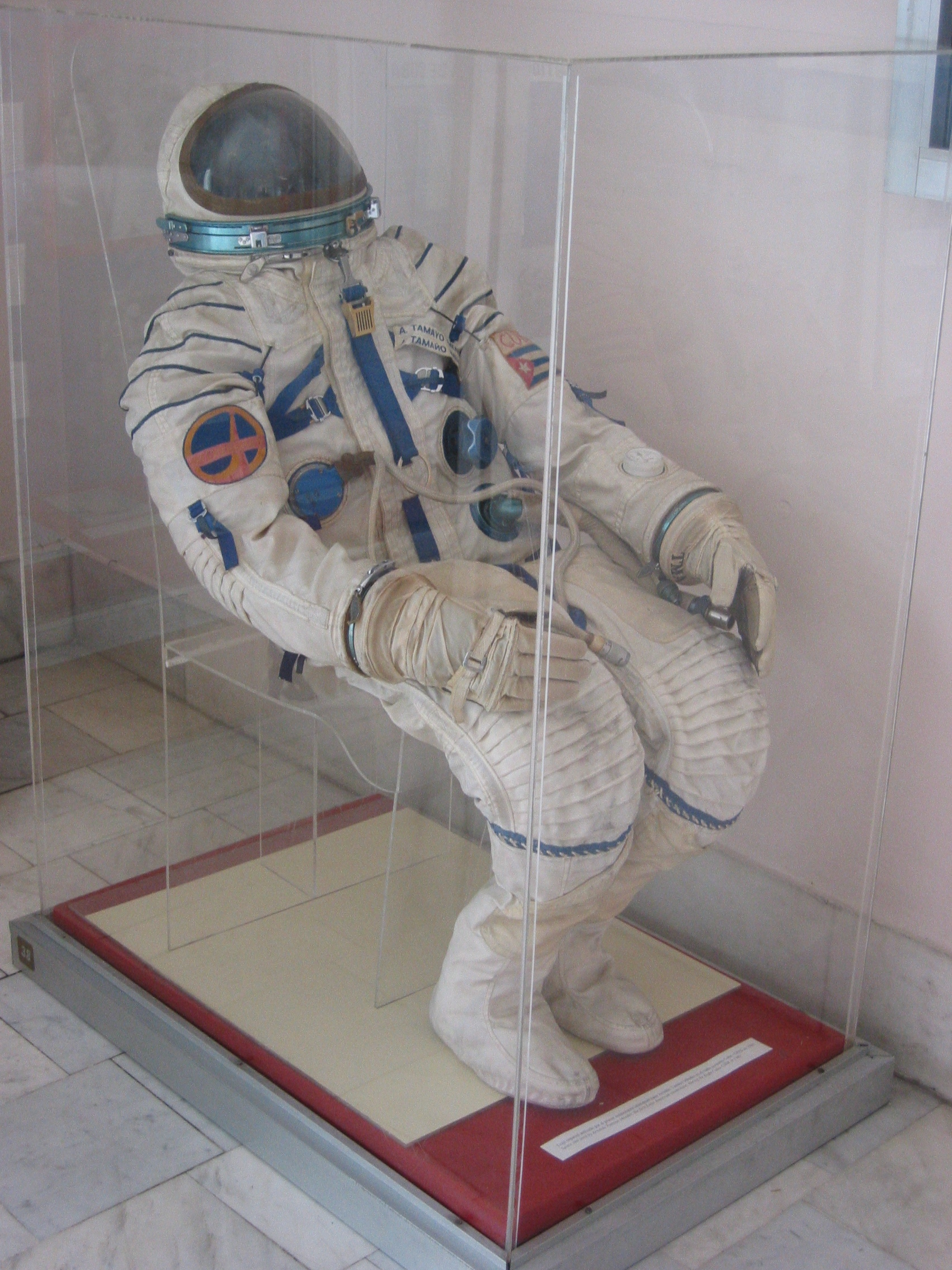
아바나 혁명박물관에 전시된 타마요의 우주복

아르날도 타마요 멘데즈(Arnaldo Tamayo Méndez, 1942년 1월 29일 ~ )는 쿠바의 장교, 의원, 전직 우주인으로 소유즈 38호 구성원으로서 첫 흑인 우주인이자 첫 쿠바 우주인이 됐다.

## 어린 시절과 군복무
타마요는 관타나모주 바라코아에서 아프리카계 쿠바인 집안에서 태어났다. 1살 때 고아가 되어 라파엘 타마야와 에스페란자 멘데즈에 입양됐다. 13세에 구두 닦이와 채소 행상으로 일을 시작했고 나중에 목수의 조수가 됐다.
쿠바 혁명에 참가한 후 1960년 12월 교육 기관에서 항공기술자 과정을 수료했다. 제트기를 몰고 싶어했던 그는 쿠바 혁명군에 입대했다. 1961년 4월과 1962년 5월 사이 타마요는 소련의 공군 학교에서 미그-15 훈련을 받아 19세의 나이에 전투 조종사 인증을 받았다. 그 해 이후 쿠바 미사일 위기 동안 쿠바를 방어하라는 명령을 받고 정찰 비행을 20번 했다.
1967년 타마요는 공식적으로 쿠바 공산당에 입당했고 2년 동안 베트남 전쟁에 참전해서 1969년에 귀국했다. 1975년 산타 클라라 항공 여단을 지휘하게 됐고 다음 해에 중령이 됐다. 1978년 우주 프로그램에 참가하고자 모스크바 근처로 떠났다.

## 우주인
타마요는 1978년 3월 1일, 소련의 7차 인터코스모스 프로그램의 일원이 됐고 1980년 9월 18일 19시 11분(UTC 기준) 그가 탄 소유즈 38호가 바이코누르 우주기지에서 발사됐다.

## 개인적 삶
1남 2녀를 두고 있다.